# Berberis monyulensis
Berberis monyulensis är en berberisväxtart som först beskrevs av Ahrendt, och fick sitt nu gällande namn av J. E. Laferriere. Berberis monyulensis ingår i släktet berberisar, och familjen berberisväxter. Inga underarter finns listade i Catalogue of Life.